# Račeva
Račeva je naselje u slovenskoj Općini Žiriju. Račeva se nalazi u pokrajini Gorenjskoj i statističkoj regiji Gorenjskoj. 

## Stanovništvo
Prema popisu stanovništva iz 2002. godine naselje je imalo 159 stanovnika.